# Sparta Lwów

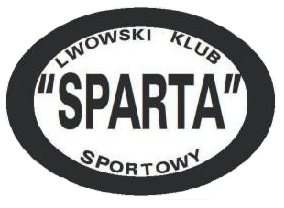
Wappen von Sparta Lwów

Der Lwowski Klub Sportowy Sparta Lwów (kurz LKS Sparta Lwów) war ein polnischer Sport- und Fußballverein aus der heute zur Ukraine gehörenden Stadt Lwiw (polnisch Lwów, deutsch Lemberg).

## Geschichte
Er existierte von 1910 bis zu seiner Auflösung nach dem Einmarsch sowjetischer Truppen im September 1939. Seine Vereinsfarben waren Schwarz und Weiß.

## Erfolge
Zeit seines Bestehens stand Sparta Lwów im Schatten der Lemberger Vereine Pogoń, Czarni, Hasmonea und Lechia Lwów, die mit unterschiedlichem Erfolg zwischen 1927 und 1939 der höchsten polnischen Spielklasse angehörten.
Größter sportlicher Erfolg war das Erreichen des erstmals ausgetragenen Finales um den polnischen Fußballpokal 1926, welches mit 1:2 gegen Wisła Krakau verloren wurde.